# Canton de Venaco
Le canton de Venaco est une ancienne division administrative française, située dans le département de la Haute-Corse et la collectivité territoriale de Corse.

## Géographie
Ce canton était organisé autour de Venaco dans l'arrondissement de Corte. Son altitude variait de 198 à 2 626 m pour Venaco, avec une moyenne de 666 m.
Les habitants sont appelés I Venachesi en corse ou Simbroi, qui est un terme grec[réf. nécessaire]. 

## Histoire
- Le canton de Venaco s'est appelé canton de Serraggio jusqu'en 1872[1].

- De 1833 à 1848, les cantons d'Omessa, de Sermano et de Serraggio  avaient le même conseiller général. Le nombre de conseillers généraux était limité à 30 par département[2].

- Par le décret du 26 février 2014, le canton de Venaco est supprimé à compter des élections départementales de mars 2015[3]. Il est englobé dans le canton de Corte.

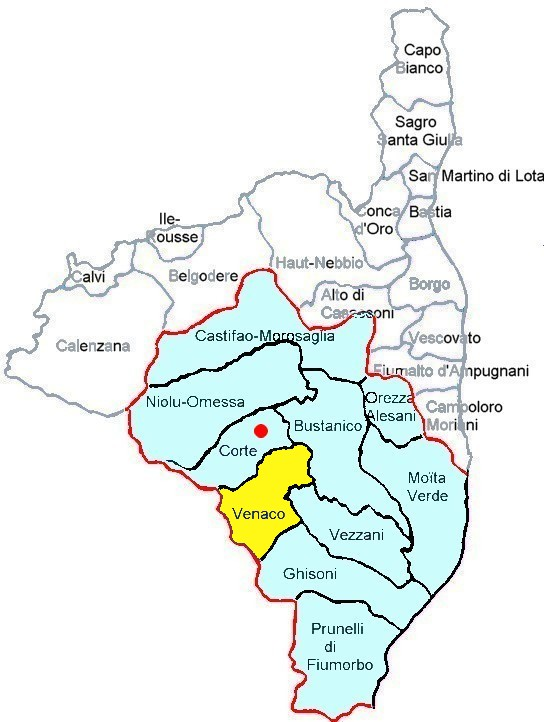
Localisation du canton de Venaco

## Administration

### Conseillers généraux de 1833 à 2015
| Période      | Période          | Identité                               | Étiquette     | Qualité |
| ------------ | ---------------- | -------------------------------------- | ------------- | --- |
| 1833         | 1839             | Biaggino Raffaelli                     |               | Propriétaire, juge de paix à Bastia |
| 1839         | 1858             | Régulus Carlotti (1808-1878),          |               | Docteur de la colonie pénitentiaire de St-Antoine Médecin à Corte et à Poggio-di-Venaco Conseiller municipal d'Ajaccio |
| 1858         | 1864             | François Horace Giacobbi (1836-1902)   |               | Colonel, chef de bataillon, propriétaire à Lugo-di-Venaco |
| 1864         | 1870             | Antoine Henriot                        |               | Avocat à Corte |
| 1870         | 1871             | François Horace Giacobbi               |               | Chef de bataillon, propriétaire à Lugo-di-Venaco |
| 1871         | 1878 (décès)     | Régulus Carlotti                       | Républicain   | Propriétaire à Poggio-di-Venaco Président de la Commission départementale |
| 1878         | 1880             | Pierre Carlotti                        |               | Maire de Casanova |
| 1880         | 1887             | Comte Horace de Choiseul-Praslin       | Républicain   | Diplomate Député de Seine-et-Marne (1869-18570, 1871-1885) Député de la Corse (1889-1893) Sous-secrétaire d'État (1880-1881) |
| 1887         | 1919 (décès)     | Marius Giacobbi                        | Rad.          | Avocat à Paris Maire de Venaco Député (1898-1903 et 1914-1919) Sénateur (1903-1912) |
| 1919         | 1940             | Antoine Louis Carlotti (1865-1959)     | Rad.ind.      | Médecin Maire de Venaco |
|              |                  |                                        |               | |
| 1945         | 1966 (démission) | Philippe Carlotti (1878-1972)          | Rad.          | Docteur en médecine |
| 14 août 1966 | 1997 (décès)     | François Giacobbi (neveu du précédent) | Rad. puis MRG | Avocat Président du Conseil général de Corse (1959-1976) Président du Conseil régional (1974-1979) Président du Conseil général de Haute-Corse (1976-1992) Maire de Venaco Député de 1956 à 1958 Ancien ministre Sénateur de 1962 à 1997 |
| 1997         | 2010             | Paul Giacobbi                          | PRG           | Administrateur civil au ministère de l'équipement Président du Conseil général (1998-2010) Député (2002-2017) Maire de Venaco (1983-2001)                                                                                                |
| 5 déc. 2010  | 2015             | Michel Mezzadri                        | DVG           | Commerçant Maire de Venaco depuis 2008 |

- Résultats des élections cantonales

### Conseillers d'arrondissement (de 1833 à 1940)
| Période                                  | Période | Identité                  | Étiquette | Qualité |
| ---------------------------------------- | ------- | ------------------------- | --------- | --- |
| 1833                                     |         | J.P. Carlotti             |           | Juge de paix à Poggio                                                                                       |
|                                          |         |                           |           | |
| 1845                                     | 1864    | Ange-Michel Giacobbi      |           | Propriétaire à Venaco                                                                                       |
| 1864                                     | 1870    | Pierre-Jean Guglielmi     |           | |
| 1870                                     |         | Antoine-François Casanova |           | |
|                                          |         |                           |           | |
| 1919                                     | 1940    | M. Marchesini             | Radical   | |
| 1940                                     |         |                           |           | Les conseils d'arrondissement ont été suspendus par la loi du 12 octobre 1940 et n'ont jamais été réactivés |
| Les données manquantes sont à compléter. |         |                           |           | |

## Composition

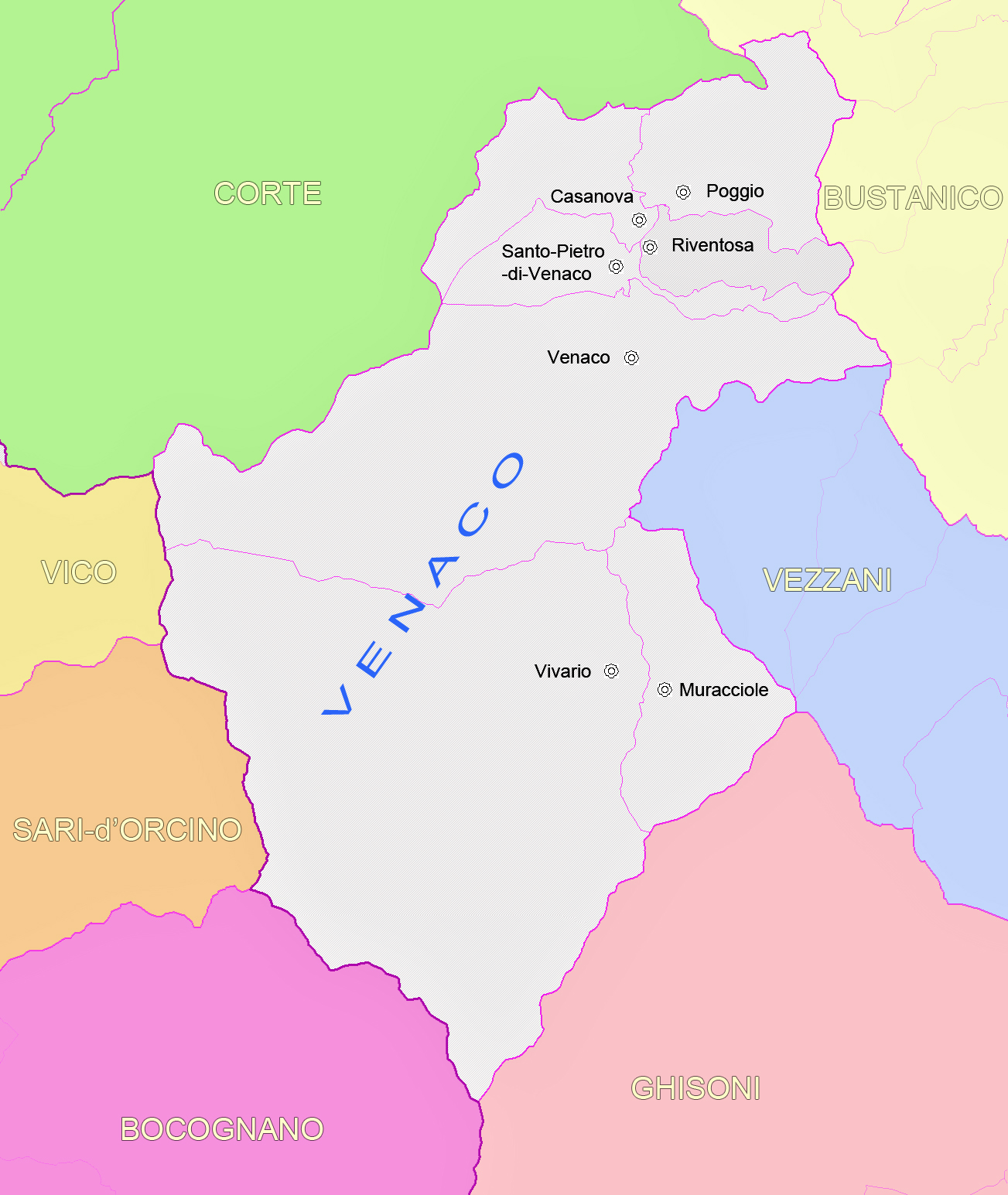
Canton de Venaco

Le canton de Venaco comprenait sept communes et comptait 2 281 habitants, selon le recensement de 2009 (population municipale).
| Communes               | Population (2012) | Code postal | Code Insee |
| ---------------------- | ----------------- | ----------- | ---------- |
| Casanova               | 348               | 20250       | 2B074      |
| Muracciole             | 48                | 20219       | 2B171      |
| Poggio-di-Venaco       | 194               | 20250       | 2B238      |
| Riventosa              | 176               | 20250       | 2B260      |
| Santo-Pietro-di-Venaco | 224               | 20250       | 2B315      |
| Venaco                 | 758               | 20231       | 2B341      |
| Vivario                | 532               | 20219       | 2B354      |

## Démographie
| 1962  | 1968  | 1975  | 1982  | 1990  | 1999  | 2006  | 2011  | 2012  |
| ----- | ----- | ----- | ----- | ----- | ----- | ----- | ----- | ----- |
| 2 262 | 2 155 | 2 020 | 1 991 | 1 738 | 1 990 | 2 146 | 2 278 | 2 264 |